# Hằng số
Trong vật lý và toán học, một hằng số (tiếng Anh: constant) là đại lượng có giá trị không đổi. Hằng số thường được ký hiệu là const.

## Định nghĩa

### Bị hiểu nhầm hoặc hiểu sai
Lập trình viên thường hay cho rằng hằng số cũng là "biến số" nhưng "không thay đổi giá trị" (nên còn gọi bằng những từ như "biến cố định", "biến không đổi" hoặc "biến hằng"), tuy nhiên đây là những từ vựng sai ngữ nghĩa, vì từ "biến" (trong "biến hoá", "biến đổi","biến mất" và cả "biến số") đã mang nghĩa là "có thể thay đổi", do vậy coi hằng là "biến" lại là một mô tả mang tính mâu thuẫn và không chính xác.
Tóm lại, hằng không phải là biến số.
Nói hằng là biến cố định giống như nói "Hằng là một giá trị không thể thay đổi và có thể thay đổi".

## Một số ví dụ về hằng số

### Các hằng sốtoán học
- Hằng số Pi: Với mọi đường tròn, tỷ số giữa chu vi đường tròn và đường kính của nó là một hằng số
- Số 0: Mọi số nhân với 0 thì bằng 0
- Số e: Cơ số của logarit tự nhiên, là giá trị giới hạn của biểu thức {\displaystyle \lim _{n\to \infty }\left(1+{\frac {1}{n}}\right)^{n}}
- Hằng số Apéry:

{\displaystyle \zeta (3)=1+{\frac {1}{2^{3}}}+{\frac {1}{3^{3}}}+{\frac {1}{4^{3}}}+\cdots }
- Hằng số Euler–Mascheroni:

{\displaystyle \gamma =\lim _{n\rightarrow \infty }\left[\left(\sum _{k=1}^{n}{\frac {1}{k}}\right)-\log(n)\right]=\int _{1}^{\infty }\left({1 \over \lfloor x\rfloor }-{1 \over x}\right)\,dx.}
- Hằng số Fibonacci:

{\displaystyle \psi =\sum _{k=1}^{\infty }{\frac {1}{F_{k}}}={\frac {1}{1}}+{\frac {1}{1}}+{\frac {1}{2}}+{\frac {1}{3}}+{\frac {1}{5}}+{\frac {1}{8}}+{\frac {1}{13}}+\cdots } {\displaystyle \approx 3.359885666243177553172011302918927179688905133731\dots }
- Hằng số Khinchin:

Với {\displaystyle x=a_{0}+{\cfrac {1}{a_{1}+{\cfrac {1}{a_{2}+{\cfrac {1}{a_{3}+\cdots }}}}}}\;} thì giá trị giới hạn:{\displaystyle \lim _{n\rightarrow \infty }\left(\prod _{i=1}^{n}a_{i}\right)^{1/n}=K_{0}} là một hằng số {\displaystyle K_{0}=\prod _{r=1}^{\infty }{\left\{1+{1 \over r(r+2)}\right\}}^{\log _{2}r}\approx 2.6854520010\dots }
- Tỷ lệ vàng: tỷ số giữa toàn thể với phần lớn sao cho bằng tỷ số phần lớn với phần nhỏ, {\displaystyle \varphi ={\frac {1+{\sqrt {5}}}{2}}\approx 1.61803\,39887\,...}[1]

### Các hằng sốvật lý
- Hằng số hấp dẫn: {\displaystyle G=\left(6,67428\pm 0,0010\right)\times 10^{-11}\ {\mbox{m}}^{3}\ {\mbox{kg}}^{-1}\ {\mbox{s}}^{-2}\,}
- Hằng số Planck: {\displaystyle h=6.626\ 069\ 3\times 10^{-34}\ {\mbox{J}}\cdot {\mbox{s}}}
- Hằng số Boltzmann: {\displaystyle k_{B}=1.38(24)\times 10^{-23}\ {\mbox{J/K}}=8,617(15)\times 10^{-5}\ \ {\mbox{eV/K}}}
- Hằng số khí lý tưởng: {\displaystyle R=N_{A}k_{B}=8.314\ {\mbox{Jmol}}^{-1}K^{-1}}

Xem thêm:
- m
- kg
- s
- eV
- K
- J
- mol

### Các hằng số hóa học
- Hằng số axít: Hằng số cân bằng giữa axit yếu và ion hoặc phân tử do axit đó phân li ra
- Hằng số base: Là hằng số cân bằng giữa base yếu và proton mà base nhận để tạo nên axit và axit đó.
- Hằng số Avogadro : {\displaystyle N_{A}=6,0221415\ \cdot 10^{23}\ {\mbox{mol}}^{-1}}